# Smetana Trio
Das Smetana Trio (Smetanovo trio) ist ein tschechisches Klaviertrio. Es ist nach dem tschechischen Komponisten Bedřich Smetana benannt. Gegründet 1934, stand es bis 1978 unter der künstlerischen Leitung seines Pianisten Josef Páleníček. Nach dem Zweiten Weltkrieg wurde es in Tschechisches Trio (České trio)umbenannt. Seit 1978 heißt es wieder Smetana Trio.
Seit 2003 spielt es in der Besetzung Jitka Čechová, Klavier, Hana Kotková, Violine und Jan Páleníček (der Sohn von Josef Páleníček), Violoncello.

## Diskografie (Auswahl)
- Tschaikowsky: Klaviertrio op. 50; Dvořák: Klaviertrio N. 2; 2008
- Piano Trios: Dvořák, Fibich; Martinů, Supraphon, 2007
- Dvořák, A. Piano Trios No. 3 in F minor, Op. 65, No. 4 "Dumky" in E minor, Op. 90, Supraphon, 2006 (BBC Music Magazin Award)[1]
- Smetana, B./Suk, J./Novak, V. Trio in G minor, Trio in C minor, Elegy, Trio "una ballata", Supraphon, 2005